# Domonkos Héja
Héja Domonkos (Budapest, 20 de desembre, 1974) és un director, fundador i director artístic de l'Orquestra Óbuda Danubia. Per les seves activitats artístiques va rebre el Premi Liszt, el Gundel Art Prize i el Junior Príma Music Prize.

## Els seus estudis
Va ser alumne de l'"Escola de Música Béla Bartók", on va fundar l'any 1993 l'Orquestra Simfònica Juvenil Danubia, que ara s'ha convertit en un conjunt professional sota el nom d'Orquestra Danubia d'Óbuda. Va continuar els seus estudis musicals avançats a la Universitat de Música Ferenc Liszt, abans tocant instruments de percussió i piano, després violí i trompeta. Primer, es va graduar en percussió, després com a estudiant d'Ervin Lukács, va obtenir un diploma de direcció el 1997.

## Activitat artística
A més de Danubia, ha actuat amb diversos conjunts nacionals i estrangers, i és un director convidat freqüent de, per exemple, la Filharmònica Estatal de Kassai, l'Orquestra Filharmònica de Macedònia, l'Orquestra Filharmònica de la Ciutat de Tòquio, l'Orquestra Simfònica Alemana de Berlín i la Orquestra Simfònica MDR. Des del 2005, és el primer director de l'Òpera de Chemnitz, on dirigeix concerts de peces d'òpera clàssica de gran èxit. Entre 2011 i 2013, va treballar com a director musical en cap i director en cap de l'Òpera Estatal d'Hongria.

## Enregistraments
- 2000. Melis László: Henoch's Apocalypse (BMC Records)[4]
- 2001. 50 anys d'Hungaroton - Conductors (1951-2001) (Hungaroton)[5]

## Premis i reconeixements
- 1998, guanyador del Concurs Internacional de Directors de Televisió Hongaresa, amb el Premi del Públic i el Premi Especial Georg Solti
- 1998. Premi Especial del Concurs Internacional de Directors Dimitri Mitropoulos i Gran Premi de l'Orquestra de Cromatons
- 2003. Premi Ferenc Liszt
- Premi Artisjus 2005
- 2008. Premi d'Art Gundel
- 2008. Premi Junior Prima de Música